# TCA 어워드
TCA 어워드(TCA Awards)는 텔레비전 평론가 협회(TCA)에서 텔레비전 산업의 탁월한 업적에 수여하는 상이다. 11개 카테고리가 있으며 매년 여름 조직의 여름 프레스 투어가 끝날 무렵 발표된다.
코로나19 팬데믹으로 인해 2020년과 2021년 시상식은 온라인으로 진행됐다. 2023년 할리우드 노사분규로 인해 2023년 시상식 수상자는 직접 시상식 없이 TCA의 보도자료를 통해 발표되었다.

## 시상 부문
- Program of the Year (올해의 프로그램)
- Outstanding New Program (우수 신생 프로그램)
- Individual Achievement in Drama (드라마 연기자)
- Individual Achievement in Comedy (코미디 연기자)
- Outstanding Achievement in Drama (우수 드라마)
- Outstanding Achievement in Comedy (우수 코미디 프로그램)
- Outstanding Achievement in Movies, Miniseries, and Specials (우수 TV영화, 미니시리즈, 특별프로그램)
- Outstanding Achievement in News and Information (우수 뉴스 & 정보 프로그램)
- Outstanding Achievement in Reality Programming (우수 리얼리티 프로그램)
- Outstanding Achievement in Sketch/Variety Shows (우수 스케치/버라이어티 쇼)
- Outstanding Achievement in Youth Programming (우수 아동 프로그램)
- Career Achievement Award (공로상)
- Heritage Award